# Jorge Ferraresi
Jorge Horacio Ferraresi (Buenos Aires, 26 de agosto de 1961) es un ingeniero y político argentino, miembro del Partido Justicialista. Es el actual Intendente del Partido de Avellaneda, habiéndolo sido previamente desde 2009 hasta 2020. Entre el 19 de noviembre de 2020 y el 1 de noviembre de 2022  ejerció el cargo de ministro de Desarrollo Territorial y Hábitat de la Nación Argentina.

## Biografía

### Estudios
Ferraresi nació en la ciudad de Buenos Aires en 1961. Su padre Alfredo Ferraresi fue un histórico dirigente sindical del gremio farmacéutico.
En 1980 egresó como Técnico Mecánico en la Escuela de Educación Técnica n.º 8 de Gerli. Posteriormente ingresó a la Universidad Tecnológica Nacional, Facultad Regional Avellaneda, donde se graduó como Ingeniero en Construcciones en 1988 e Ingeniero Laboral en 1990. En 2016 la EET  4 Dr. Ernesto Longobardi de Avellaneda le concedió el título honorífico de Técnico Químico honoris causa.
Inició su actividad política en 1982, hacia finales de la dictadura, incorporándose a Intransigencia y Movilización Peronista. Herramienta política en la que confluía el peronismo revolucionario en los primeros pasos hacia la democracia. En los años '80 cursó ingeniería civil en la UTN Avellaneda y tuvo una activa participación política estudiantil.
Luego de finalizar sus estudios universitarios en la Universidad Tecnológica Nacional fue responsable, hasta 1991, de Seguridad e Higiene del Hospital Nacional de Pediatría “Juan Pedro Garrahan”.

### Trayectoria política
En 1991 inició su carrera dentro del ámbito público, estando al frente de la Secretaría de Obras y Servicios Públicos de la Municipalidad de Avellaneda hasta 1999. Entre 1999 y 2001 fue director provincial de Minería, en el Ministerio de la Producción de la Provincia de Buenos Aires entre 1999 y 2001; y luego gerente operativo del Organismo Nacional de Administración de Bienes del Estado (ONABE).
También se destaca su trabajo en la dirección ejecutiva del Programa Nacional de Control de Calidad de Combustibles Líquidos y en la coordinación general del Centro de Asistencia Tecnológica de la Universidad Tecnológica Nacional, tareas que realiza sin interrupciones desde el año 2005.
En el período 2003-2009 volvió a desempeñarse como Secretaría de Obras y Servicios Públicos de la Municipalidad de Avellaneda. 

#### Intendente de Avellaneda (2009-2020)
En 2007 se presentó a las elecciones como primer candidato a concejal por el Partido Justicialista, junto al intendente Baldomero Álvarez de Olivera, quien fue reelecto. El 3 de agosto de 2009 Álvarez asumió como titular del Ministerio de Desarrollo Social de la Provincia de Buenos Aires, dejando en su lugar a Ferraresi.
En las elecciones de 2011 Ferraresi fue elegido intendente de la ciudad con un 56,11% de los votos. Fue reelegido en 2015 con más del 50% de los votos, en 2019 con el 60,38% y en 2023 con el 56,6%.
En abril de 2016, asumió la vicepresidencia del Instituto Patria, un think tank creado por la expresidenta Cristina Fernández de Kirchner.
En 2017 inauguró el complejo de reciclado Avellaneda  con una inversión de casi 63 millones que incluye equipamiento para la clasificación de residuos, una planta de 3.000 metros cuadrados destinada a la separación y tratamiento de residuos sólidos urbanos. También contará con un sector de vestuarios para el personal, un sector de lavado y guarda de equipamiento vial en un tinglado metálico de 1.960 metros cuadrados. Ese mismo año fue elegido presidente del Partido Justicialista de Avellaneda junto a Héctor Villagra, vicepresidente.
El 18 de octubre de 2020, anunció que el municipio invertiría casi $900 millones de pesos entre los años 2020 y 2021, destinados a mejorar y ampliar la infraestructura deportiva de Avellaneda, construyendo nuevos polideportivos municipales y natatorios, y realizando obras en más de 100 clubes de barrio.

#### Ministro de Desarrollo Territorial y Hábitat de la Nación Argentina (2020-2022)

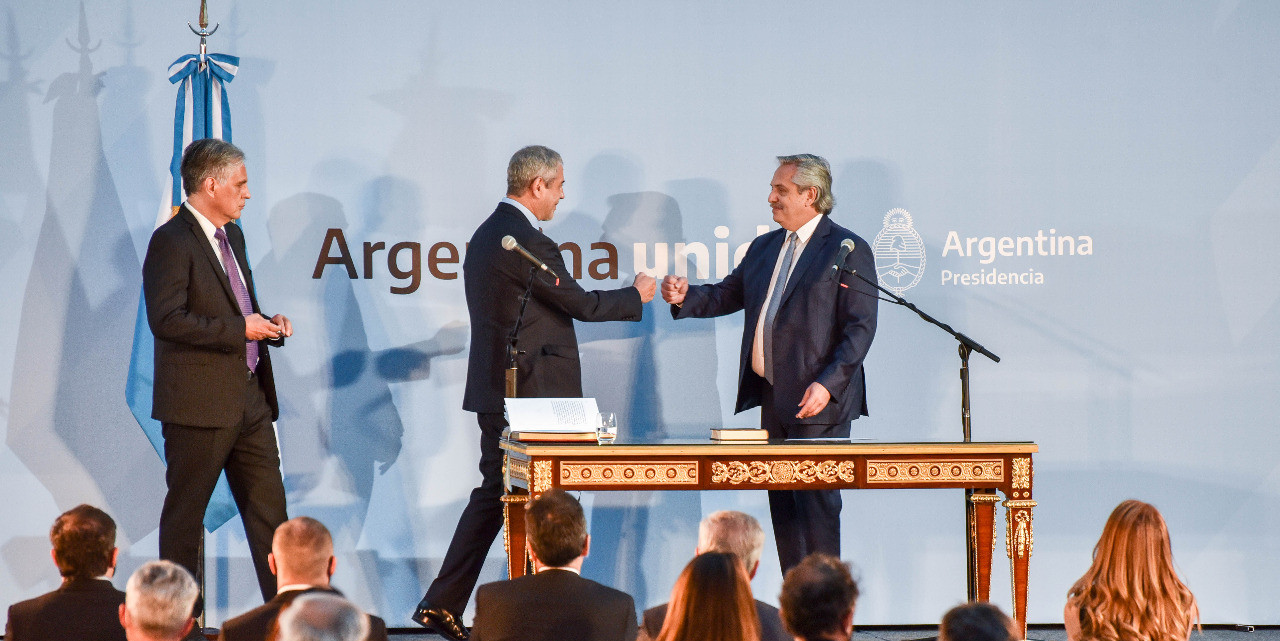
El presidente Alberto Fernández le toma juramento a Ferraresi como ministro, 19 de noviembre de 2020.

Ferraresi asumió formalmente como ministro de Desarrollo Territorial y Hábitat, tras la renuncia de María Eugenia Bielsa, durante un acto en el Museo Casa Rosada, el 19 de noviembre de 2020. Como en ese entonces se desempeñaba como intendente de Avellaneda, se tomó una licencia y el cargo fue ocupado temporalmente por el jefe de Gabinete de Avellaneda, Alejo Chornobroff.
Durante su gestión impulso varios programas de vivienda como Reconstruir, Casa Propia y el Plan Nacional de Suelo Urbano. También relanzó el PROCREAR. El 31 de octubre de 2022 renunció a su cargo y lo sucedió Santiago Maggiotti.

#### Intendente de Avellaneda (desde el 2022)
Tras su renuncia al ministerio, volvió a desempeñarse como intendente de Avellaneda. 
Entre marzo y mayo de 2023, fue designado como interventor administrativo de la empresa privada de distribución de energía eléctrica Edesur, en el contexto de los constantes cortes de luz que sucedieron en el verano de ese año. En abril de ese año, participó de la presentación de un Plan de obras para la energía eléctrica que contemplaba la inversión de 7 000 millones de pesos para la realización de 278 en el conurbano, que tenían como fin mejorar el servicio eléctrico. Tras la falta de fondos para estas obras, finalmente renunció al cargo tras apenas 46 días desde su designación.
Se presentó para la reelección como intendente en las elecciones de Argentina de 2023 y resultó electo con el 56,64 % de los votos.
En febrero de 2024, en medio de una interna con el presidente del Partido Justicialista de la provincia de Buenos Aires, Máximo Kirchner, renunció a la vicepresidencia del think tank Instituto Patria.